# Tour de los Alpes 2018
La 42.ª edición del Tour de los Alpes se celebró en territorio italiano y austriaco entre el 16 y el 20 de abril de 2018 con inicio en la ciudad de Arco en Italia y final en la ciudad de Innsbruck en Austria. El recorrido consistió de un total de 5 etapas (1 más que el año anterior) sobre una distancia total de 716,9 km.
En la edición 2018, los organizadores de la prueba anunciaron la creación de un premio especial en homenaje a Michele Scarponi denominado como "Team Up" el cual se entregará al final de cada etapa al mejor trabajo en equipo con el fin de resaltar la solidaridad, amabilidad y espíritu de equipo de Scarponi, quien fue vencedor de la primera etapa y primer líder de la edición 2017 en la que fuera su última participación en una competencia ciclística antes de su trágica muerte.
La prueba hizo parte del UCI Europe Tour 2018 dentro de la categoría 2.HC (máxima categoría de estos circuitos) y fue ganada por el ciclista francés Thibaut Pinot del equipo Groupama-FDJ. El podio lo completaron el italiano Domenico Pozzovivo del equipo Bahrain Merida y el colombiano Miguel Ángel López del equipo Astana.

## Equipos participantes
Tomaron parte en la carrera 20 equipos de los cuales 9 son de categoría UCI WorldTeam, 8 de categoría Profesional Continental, 2 de categoría Continental y la Selección Nacional de Italia, quienes conformaron un pelotón de 140 ciclistas de los cuales 90 terminaron la carrera.
| WorldTeams (9)- AG2R La Mondiale - Astana - Bahrain-Merida - Bora-Hansgrohe - Dimension Data - Groupama-FDJ - Lotto NL-Jumbo - Sky - UAE Team Emirates Equipos continentales profesionales (8)- Androni Giocattoli-Sidermec - Bardiani CSF - CCC Sprandi Polkowice - Euskadi Basque Country-Murias - Gazprom-RusVelo - Israel Cycling Academy - Nippo-Vini Fantini-Europa Ovini - Wilier Triestina-Selle Italia Equipos continentales (2)- Felbermayr Simplon Wels - Tirol Cycling Team Equipo nacional- Italia |
| |

## Recorrido
El Tour de los Alpes dispuso de cinco etapas para un recorrido total de 716,9 kilómetros.
| Etapa     | Fecha     | Recorrido              | type                   | Distancia (km) | Ganador            | Líder            |
| --------- | --------- | ---------------------- | ---------------------- | -------------- | ------------------ | ---------------- |
| 1.ª etapa | 16 de abr | Arco – Folgaria        | etapa de media montaña | 134,6          | Pello Bilbao       | Pello Bilbao     |
| 2.ª etapa | 17 de abr | Lavarone – Pampeago    | etapa de montaña       | 145,5          | Miguel Ángel López | Iván Ramiro Sosa |
| 3.ª etapa | 18 de abr | Ora – Merano           | etapa de media montaña | 138,3          | Ben O'Connor       | Thibaut Pinot    |
| 4.ª etapa | 19 de abr | Chiusa – Lienz         | etapa de media montaña | 134,3          | Luis León Sánchez  | Thibaut Pinot    |
| 5.ª etapa | 20 de abr | Rattenberg – Innsbruck | etapa de media montaña | 164,2          | Mark Padun         | Thibaut Pinot    |

## Desarrollo de la carrera

### 1.ª etapa
| Arco - Folgaria | etapa de media montaña | (134,6 km) |

| \| Clasificación de la etapa \| Clasificación de la etapa \| Clasificación de la etapa \| Clasificación de la etapa \| Clasificación de la etapa \| \| Ciclista \| Ciclista \| Equipo \| Tiempo \| \| \| ------------------------- \| ------------------------- \| --------------------------- \| ------------------------- \| ------------------------- \| \| 1.º \| Pello Bilbao \| Astana \| 3 h 26 min 41 s \| \| \| 2.º \| Luis León Sánchez \| Astana \| + 6 s \| \| \| 3.º \| Iván Ramiro Sosa \| Androni Giocattoli-Sidermec \| + 6 s \| \| \| 4.º \| Thibaut Pinot \| Groupama-FDJ \| + 10 s \| \| \| 5.º \| Chris Froome \| Team Sky \| + 10 s \| \| \| 6.º \| Domenico Pozzovivo \| Bahrain-Merida \| + 10 s \| \| \| 7.º \| George Bennett \| LottoNL-Jumbo \| + 10 s \| \| \| 8.º \| Giulio Ciccone \| Bardiani CSF \| + 10 s \| \| \| 9.º \| Ben Hermans \| Israel Cycling Academy \| + 10 s \| \| \| 10.º \| Fabio Aru \| UAE Team Emirates \| + 14 s \| \| |                    |                             |                 |
| |                    |                             |                 |
| Fuente: ProCyclingStats |                    |                             |                 |
| Clasificación de la etapa |                    |                             |                 |
| Ciclista | Ciclista           | Equipo                      | Tiempo          |
| 1.º | Pello Bilbao       | Astana                      | 3 h 26 min 41 s |
| 2.º | Luis León Sánchez  | Astana                      | + 6 s           |
| 3.º | Iván Ramiro Sosa   | Androni Giocattoli-Sidermec | + 6 s           |
| 4.º | Thibaut Pinot      | Groupama-FDJ                | + 10 s          |
| 5.º | Chris Froome       | Team Sky                    | + 10 s          |
| 6.º | Domenico Pozzovivo | Bahrain-Merida              | + 10 s          |
| 7.º | George Bennett     | LottoNL-Jumbo               | + 10 s          |
| 8.º | Giulio Ciccone     | Bardiani CSF                | + 10 s          |
| 9.º | Ben Hermans        | Israel Cycling Academy      | + 10 s          |
| 10.º | Fabio Aru          | UAE Team Emirates           | + 14 s          |

| \| Clasificación general \| Clasificación general \| Clasificación general \| Clasificación general \| Clasificación general \| \| Ciclista \| Ciclista \| Equipo \| Tiempo \| \| \| --------------------- \| --------------------- \| --------------------------- \| --------------------- \| --------------------- \| \| 1.º \| Pello Bilbao \| Astana \| 3 h 26 min 31 s \| \| \| 2.º \| Luis León Sánchez \| Astana \| + 10 s \| \| \| 3.º \| Iván Ramiro Sosa \| Androni Giocattoli-Sidermec \| + 12 s \| \| \| 4.º \| Thibaut Pinot \| Groupama-FDJ \| + 20 s \| \| \| 5.º \| Chris Froome \| Team Sky \| + 20 s \| \| \| 6.º \| Domenico Pozzovivo \| Bahrain-Merida \| + 20 s \| \| \| 7.º \| George Bennett \| LottoNL-Jumbo \| + 20 s \| \| \| 8.º \| Giulio Ciccone \| Bardiani CSF \| + 20 s \| \| \| 9.º \| Ben Hermans \| Israel Cycling Academy \| + 20 s \| \| \| 10.º \| Fabio Aru \| UAE Team Emirates \| + 24 s \| \| |                    |                             |                 |
| |                    |                             |                 |
| Fuente: ProCyclingStats |                    |                             |                 |
| Clasificación general |                    |                             |                 |
| Ciclista | Ciclista           | Equipo                      | Tiempo          |
| 1.º | Pello Bilbao       | Astana                      | 3 h 26 min 31 s |
| 2.º | Luis León Sánchez  | Astana                      | + 10 s          |
| 3.º | Iván Ramiro Sosa   | Androni Giocattoli-Sidermec | + 12 s          |
| 4.º | Thibaut Pinot      | Groupama-FDJ                | + 20 s          |
| 5.º | Chris Froome       | Team Sky                    | + 20 s          |
| 6.º | Domenico Pozzovivo | Bahrain-Merida              | + 20 s          |
| 7.º | George Bennett     | LottoNL-Jumbo               | + 20 s          |
| 8.º | Giulio Ciccone     | Bardiani CSF                | + 20 s          |
| 9.º | Ben Hermans        | Israel Cycling Academy      | + 20 s          |
| 10.º | Fabio Aru          | UAE Team Emirates           | + 24 s          |

### 2.ª etapa
| Lavarone - Pampeago | etapa de montaña | (145,5 km) |

| \| Clasificación de la etapa \| Clasificación de la etapa \| Clasificación de la etapa \| Clasificación de la etapa \| Clasificación de la etapa \| \| Ciclista \| Ciclista \| Equipo \| Tiempo \| \| \| ------------------------- \| ------------------------- \| --------------------------- \| ------------------------- \| ------------------------- \| \| 1.º \| Miguel Ángel López \| Astana \| 3 h 55 min 30 s \| \| \| 2.º \| Thibaut Pinot \| Groupama-FDJ \| + 0 s \| \| \| 3.º \| Iván Ramiro Sosa \| Androni Giocattoli-Sidermec \| + 0 s \| \| \| 4.º \| Chris Froome \| Team Sky \| + 4 s \| \| \| 5.º \| Domenico Pozzovivo \| Bahrain-Merida \| + 7 s \| \| \| 6.º \| Giulio Ciccone \| Bardiani CSF \| + 14 s \| \| \| 7.º \| Jan Hirt \| Astana \| + 20 s \| \| \| 8.º \| Ben O'Connor \| Dimension Data \| + 27 s \| \| \| 9.º \| Ben Hermans \| Israel Cycling Academy \| + 31 s \| \| \| 10.º \| Fabio Aru \| UAE Team Emirates \| + 34 s \| \| |                    |                             |                 |
| |                    |                             |                 |
| Fuente: ProCyclingStats |                    |                             |                 |
| Clasificación de la etapa |                    |                             |                 |
| Ciclista | Ciclista           | Equipo                      | Tiempo          |
| 1.º | Miguel Ángel López | Astana                      | 3 h 55 min 30 s |
| 2.º | Thibaut Pinot      | Groupama-FDJ                | + 0 s           |
| 3.º | Iván Ramiro Sosa   | Androni Giocattoli-Sidermec | + 0 s           |
| 4.º | Chris Froome       | Team Sky                    | + 4 s           |
| 5.º | Domenico Pozzovivo | Bahrain-Merida              | + 7 s           |
| 6.º | Giulio Ciccone     | Bardiani CSF                | + 14 s          |
| 7.º | Jan Hirt           | Astana                      | + 20 s          |
| 8.º | Ben O'Connor       | Dimension Data              | + 27 s          |
| 9.º | Ben Hermans        | Israel Cycling Academy      | + 31 s          |
| 10.º | Fabio Aru          | UAE Team Emirates           | + 34 s          |

| \| Clasificación general \| Clasificación general \| Clasificación general \| Clasificación general \| Clasificación general \| \| Ciclista \| Ciclista \| Equipo \| Tiempo \| \| \| --------------------- \| --------------------- \| --------------------------- \| --------------------- \| --------------------- \| \| 1.º \| Iván Ramiro Sosa \| Androni Giocattoli-Sidermec \| 7 h 22 min 09 s \| \| \| 2.º \| Thibaut Pinot \| Groupama-FDJ \| + 6 s \| \| \| 3.º \| Miguel Ángel López \| Astana \| + 6 s \| \| \| 4.º \| Chris Froome \| Team Sky \| + 16 s \| \| \| 5.º \| Domenico Pozzovivo \| Bahrain-Merida \| + 19 s \| \| \| 6.º \| Giulio Ciccone \| Bardiani CSF \| + 26 s \| \| \| 7.º \| Jan Hirt \| Astana \| + 36 s \| \| \| 8.º \| Ben Hermans \| Israel Cycling Academy \| + 43 s \| \| \| 9.º \| Fabio Aru \| UAE Team Emirates \| + 50 s \| \| \| 10.º \| Pello Bilbao \| Astana \| + 1 min 17 s \| \| |                    |                             |                 |
| |                    |                             |                 |
| Fuente: ProCyclingStats |                    |                             |                 |
| Clasificación general |                    |                             |                 |
| Ciclista | Ciclista           | Equipo                      | Tiempo          |
| 1.º | Iván Ramiro Sosa   | Androni Giocattoli-Sidermec | 7 h 22 min 09 s |
| 2.º | Thibaut Pinot      | Groupama-FDJ                | + 6 s           |
| 3.º | Miguel Ángel López | Astana                      | + 6 s           |
| 4.º | Chris Froome       | Team Sky                    | + 16 s          |
| 5.º | Domenico Pozzovivo | Bahrain-Merida              | + 19 s          |
| 6.º | Giulio Ciccone     | Bardiani CSF                | + 26 s          |
| 7.º | Jan Hirt           | Astana                      | + 36 s          |
| 8.º | Ben Hermans        | Israel Cycling Academy      | + 43 s          |
| 9.º | Fabio Aru          | UAE Team Emirates           | + 50 s          |
| 10.º | Pello Bilbao       | Astana                      | + 1 min 17 s    |

### 3.ª etapa
| Ora - Merano | etapa de media montaña | (138,3 km) |

| \| Clasificación de la etapa \| Clasificación de la etapa \| Clasificación de la etapa \| Clasificación de la etapa \| Clasificación de la etapa \| \| Ciclista \| Ciclista \| Equipo \| Tiempo \| \| \| ------------------------- \| ------------------------- \| ------------------------- \| ------------------------- \| ------------------------- \| \| 1.º \| Ben O'Connor \| Dimension Data \| 3 h 30 min 05 s \| \| \| 2.º \| Thibaut Pinot \| Groupama-FDJ \| + 5 s \| \| \| 3.º \| Domenico Pozzovivo \| Bahrain-Merida \| + 5 s \| \| \| 4.º \| George Bennett \| LottoNL-Jumbo \| + 5 s \| \| \| 5.º \| Luis León Sánchez \| Astana \| + 5 s \| \| \| 6.º \| Chris Froome \| Team Sky \| + 5 s \| \| \| 7.º \| Fabio Aru \| UAE Team Emirates \| + 5 s \| \| \| 8.º \| Manuel Senni \| Bardiani CSF \| + 5 s \| \| \| 9.º \| Alexandre Geniez \| AG2R La Mondiale \| + 5 s \| \| \| 10.º \| Michal Schlegel \| CCC Sprandi Polkowice \| + 5 s \| \| |                    |                       |                 |
| |                    |                       |                 |
| Fuente: ProCyclingStats |                    |                       |                 |
| Clasificación de la etapa |                    |                       |                 |
| Ciclista | Ciclista           | Equipo                | Tiempo          |
| 1.º | Ben O'Connor       | Dimension Data        | 3 h 30 min 05 s |
| 2.º | Thibaut Pinot      | Groupama-FDJ          | + 5 s           |
| 3.º | Domenico Pozzovivo | Bahrain-Merida        | + 5 s           |
| 4.º | George Bennett     | LottoNL-Jumbo         | + 5 s           |
| 5.º | Luis León Sánchez  | Astana                | + 5 s           |
| 6.º | Chris Froome       | Team Sky              | + 5 s           |
| 7.º | Fabio Aru          | UAE Team Emirates     | + 5 s           |
| 8.º | Manuel Senni       | Bardiani CSF          | + 5 s           |
| 9.º | Alexandre Geniez   | AG2R La Mondiale      | + 5 s           |
| 10.º | Michal Schlegel    | CCC Sprandi Polkowice | + 5 s           |

| \| Clasificación general \| Clasificación general \| Clasificación general \| Clasificación general \| Clasificación general \| \| Ciclista \| Ciclista \| Equipo \| Tiempo \| \| \| --------------------- \| --------------------- \| --------------------- \| --------------------- \| --------------------- \| \| 1.º \| Thibaut Pinot \| Groupama-FDJ \| 10 h 52 min 19 s \| \| \| 2.º \| Domenico Pozzovivo \| Bahrain-Merida \| + 15 s \| \| \| 3.º \| Miguel Ángel López \| Astana \| + 15 s \| \| \| 4.º \| Chris Froome \| Team Sky \| + 16 s \| \| \| 5.º \| Fabio Aru \| UAE Team Emirates \| + 50 s \| \| \| 6.º \| George Bennett \| LottoNL-Jumbo \| + 1 min 21 s \| \| \| 7.º \| Luis León Sánchez \| Astana \| + 1 min 27 s \| \| \| 8.º \| Ben O'Connor \| Dimension Data \| + 1 min 36 s \| \| \| 9.º \| Giulio Ciccone \| Bardiani CSF \| + 1 min 45 s \| \| \| 10.º \| Jan Hirt \| Astana \| + 1 min 55 s \| \| |                    |                   |                  |
| |                    |                   |                  |
| Fuente: ProCyclingStats |                    |                   |                  |
| Clasificación general |                    |                   |                  |
| Ciclista | Ciclista           | Equipo            | Tiempo           |
| 1.º | Thibaut Pinot      | Groupama-FDJ      | 10 h 52 min 19 s |
| 2.º | Domenico Pozzovivo | Bahrain-Merida    | + 15 s           |
| 3.º | Miguel Ángel López | Astana            | + 15 s           |
| 4.º | Chris Froome       | Team Sky          | + 16 s           |
| 5.º | Fabio Aru          | UAE Team Emirates | + 50 s           |
| 6.º | George Bennett     | LottoNL-Jumbo     | + 1 min 21 s     |
| 7.º | Luis León Sánchez  | Astana            | + 1 min 27 s     |
| 8.º | Ben O'Connor       | Dimension Data    | + 1 min 36 s     |
| 9.º | Giulio Ciccone     | Bardiani CSF      | + 1 min 45 s     |
| 10.º | Jan Hirt           | Astana            | + 1 min 55 s     |

### 4.ª etapa
| Chiusa - Lienz | etapa de media montaña | (134,3 km) |

| \| Clasificación de la etapa \| Clasificación de la etapa \| Clasificación de la etapa \| Clasificación de la etapa \| Clasificación de la etapa \| \| Ciclista \| Ciclista \| Equipo \| Tiempo \| \| \| ------------------------- \| ------------------------- \| ------------------------- \| ------------------------- \| ------------------------- \| \| 1.º \| Luis León Sánchez \| Astana \| 3 h 19 min 59 s \| \| \| 2.º \| George Bennett \| LottoNL-Jumbo \| + 6 s \| \| \| 3.º \| Koen Bouwman \| LottoNL-Jumbo \| + 11 s \| \| \| 4.º \| Thibaut Pinot \| Groupama-FDJ \| + 11 s \| \| \| 5.º \| Fabio Aru \| UAE Team Emirates \| + 11 s \| \| \| 6.º \| Domenico Pozzovivo \| Bahrain-Merida \| + 11 s \| \| \| 7.º \| Nicola Conci \| Italia \| + 11 s \| \| \| 8.º \| Miguel Ángel López \| Astana \| + 11 s \| \| \| 9.º \| Pello Bilbao \| Astana \| + 11 s \| \| \| 10.º \| Chris Froome \| Team Sky \| + 11 s \| \| |                    |                   |                 |
| |                    |                   |                 |
| Fuente: ProCyclingStats |                    |                   |                 |
| Clasificación de la etapa |                    |                   |                 |
| Ciclista | Ciclista           | Equipo            | Tiempo          |
| 1.º | Luis León Sánchez  | Astana            | 3 h 19 min 59 s |
| 2.º | George Bennett     | LottoNL-Jumbo     | + 6 s           |
| 3.º | Koen Bouwman       | LottoNL-Jumbo     | + 11 s          |
| 4.º | Thibaut Pinot      | Groupama-FDJ      | + 11 s          |
| 5.º | Fabio Aru          | UAE Team Emirates | + 11 s          |
| 6.º | Domenico Pozzovivo | Bahrain-Merida    | + 11 s          |
| 7.º | Nicola Conci       | Italia            | + 11 s          |
| 8.º | Miguel Ángel López | Astana            | + 11 s          |
| 9.º | Pello Bilbao       | Astana            | + 11 s          |
| 10.º | Chris Froome       | Team Sky          | + 11 s          |

| \| Clasificación general \| Clasificación general \| Clasificación general \| Clasificación general \| Clasificación general \| \| Ciclista \| Ciclista \| Equipo \| Tiempo \| \| \| --------------------- \| --------------------- \| --------------------- \| --------------------- \| --------------------- \| \| 1.º \| Thibaut Pinot \| Groupama-FDJ \| 14 h 12 min 29 s \| \| \| 2.º \| Domenico Pozzovivo \| Bahrain-Merida \| + 15 s \| \| \| 3.º \| Miguel Ángel López \| Astana \| + 15 s \| \| \| 4.º \| Chris Froome \| Team Sky \| + 16 s \| \| \| 5.º \| Fabio Aru \| UAE Team Emirates \| + 50 s \| \| \| 6.º \| Luis León Sánchez \| Astana \| + 1 min 06 s \| \| \| 7.º \| George Bennett \| LottoNL-Jumbo \| + 1 min 10 s \| \| \| 8.º \| Ben O'Connor \| Dimension Data \| + 1 min 36 s \| \| \| 9.º \| Giulio Ciccone \| Bardiani CSF \| + 1 min 45 s \| \| \| 10.º \| Jan Hirt \| Astana \| + 1 min 55 s \| \| |                    |                   |                  |
| |                    |                   |                  |
| Fuente: ProCyclingStats |                    |                   |                  |
| Clasificación general |                    |                   |                  |
| Ciclista | Ciclista           | Equipo            | Tiempo           |
| 1.º | Thibaut Pinot      | Groupama-FDJ      | 14 h 12 min 29 s |
| 2.º | Domenico Pozzovivo | Bahrain-Merida    | + 15 s           |
| 3.º | Miguel Ángel López | Astana            | + 15 s           |
| 4.º | Chris Froome       | Team Sky          | + 16 s           |
| 5.º | Fabio Aru          | UAE Team Emirates | + 50 s           |
| 6.º | Luis León Sánchez  | Astana            | + 1 min 06 s     |
| 7.º | George Bennett     | LottoNL-Jumbo     | + 1 min 10 s     |
| 8.º | Ben O'Connor       | Dimension Data    | + 1 min 36 s     |
| 9.º | Giulio Ciccone     | Bardiani CSF      | + 1 min 45 s     |
| 10.º | Jan Hirt           | Astana            | + 1 min 55 s     |

### 5.ª etapa
| Rattenberg - Innsbruck | etapa de media montaña | (164,2 km) |

| \| Clasificación de la etapa \| Clasificación de la etapa \| Clasificación de la etapa \| Clasificación de la etapa \| Clasificación de la etapa \| \| Ciclista \| Ciclista \| Equipo \| Tiempo \| \| \| ------------------------- \| ------------------------- \| ------------------------- \| ------------------------- \| ------------------------- \| \| 1.º \| Mark Padun \| Bahrain-Merida \| 4 h 16 min 10 s \| \| \| 2.º \| George Bennett \| LottoNL-Jumbo \| + 5 s \| \| \| 3.º \| Jan Hirt \| Astana \| + 6 s \| \| \| 4.º \| Giulio Ciccone \| Bardiani CSF \| + 6 s \| \| \| 5.º \| Ben O'Connor \| Dimension Data \| + 6 s \| \| \| 6.º \| Thibaut Pinot \| Groupama-FDJ \| + 9 s \| \| \| 7.º \| Miguel Ángel López \| Astana \| + 9 s \| \| \| 8.º \| Chris Froome \| Team Sky \| + 9 s \| \| \| 9.º \| Domenico Pozzovivo \| Bahrain-Merida \| + 9 s \| \| \| 10.º \| Kenny Elissonde \| Team Sky \| + 11 s \| \| |                    |                |                 |
| |                    |                |                 |
| Fuente: ProCyclingStats |                    |                |                 |
| Clasificación de la etapa |                    |                |                 |
| Ciclista | Ciclista           | Equipo         | Tiempo          |
| 1.º | Mark Padun         | Bahrain-Merida | 4 h 16 min 10 s |
| 2.º | George Bennett     | LottoNL-Jumbo  | + 5 s           |
| 3.º | Jan Hirt           | Astana         | + 6 s           |
| 4.º | Giulio Ciccone     | Bardiani CSF   | + 6 s           |
| 5.º | Ben O'Connor       | Dimension Data | + 6 s           |
| 6.º | Thibaut Pinot      | Groupama-FDJ   | + 9 s           |
| 7.º | Miguel Ángel López | Astana         | + 9 s           |
| 8.º | Chris Froome       | Team Sky       | + 9 s           |
| 9.º | Domenico Pozzovivo | Bahrain-Merida | + 9 s           |
| 10.º | Kenny Elissonde    | Team Sky       | + 11 s          |

## Clasificaciones finales
Las clasificaciones finalizaron de la siguiente forma:

### Clasificación general
| \| Clasificación general \| Clasificación general \| Clasificación general \| Clasificación general \| Clasificación general \| \| Ciclista \| Ciclista \| Equipo \| Tiempo \| \| \| --------------------- \| --------------------- \| --------------------- \| --------------------- \| --------------------- \| \| 1.º \| Thibaut Pinot \| Groupama-FDJ \| 18 h 28 min 48 s \| \| \| 2.º \| Domenico Pozzovivo \| Bahrain-Merida \| + 15 s \| \| \| 3.º \| Miguel Ángel López \| Astana \| + 15 s \| \| \| 4.º \| Chris Froome \| Team Sky \| + 16 s \| \| \| 5.º \| George Bennett \| LottoNL-Jumbo \| + 1 min 00 s \| \| \| 6.º \| Fabio Aru \| UAE Team Emirates \| + 1 min 19 s \| \| \| 7.º \| Ben O'Connor \| Dimension Data \| + 1 min 33 s \| \| \| 8.º \| Luis León Sánchez \| Astana \| + 1 min 35 s \| \| \| 9.º \| Giulio Ciccone \| Bardiani CSF \| + 1 min 42 s \| \| \| 10.º \| Jan Hirt \| Astana \| + 1 min 48 s \| \| |                    |                   |                  |
| |                    |                   |                  |
| Fuente: ProCyclingStats |                    |                   |                  |
| Clasificación general |                    |                   |                  |
| Ciclista | Ciclista           | Equipo            | Tiempo           |
| 1.º | Thibaut Pinot      | Groupama-FDJ      | 18 h 28 min 48 s |
| 2.º | Domenico Pozzovivo | Bahrain-Merida    | + 15 s           |
| 3.º | Miguel Ángel López | Astana            | + 15 s           |
| 4.º | Chris Froome       | Team Sky          | + 16 s           |
| 5.º | George Bennett     | LottoNL-Jumbo     | + 1 min 00 s     |
| 6.º | Fabio Aru          | UAE Team Emirates | + 1 min 19 s     |
| 7.º | Ben O'Connor       | Dimension Data    | + 1 min 33 s     |
| 8.º | Luis León Sánchez  | Astana            | + 1 min 35 s     |
| 9.º | Giulio Ciccone     | Bardiani CSF      | + 1 min 42 s     |
| 10.º | Jan Hirt           | Astana            | + 1 min 48 s     |

### Clasificación de la montaña
| Clasificación de la montaña | Clasificación de la montaña  | Clasificación de la montaña   | Clasificación de la montaña | Clasificación de la montaña |
| Ciclista                    | Ciclista                     | Equipo                        | Puntos                      |                             |
| --------------------------- | ---------------------------- | ----------------------------- | --------------------------- | --------------------------- |
| 1.º                         | Óscar Rodríguez Garaicoechea | Euskadi-Murias                | 22 pts                      |                             |
| 2.º                         | Domenico Pozzovivo           | Bahrain-Merida                | 20 pts                      |                             |
| 3.º                         | Thibaut Pinot                | Groupama-FDJ                  | 17 pts                      |                             |
| 4.º                         | Stephan Rabitsch             | Felbermayr Simplon Wels       | 12 pts                      |                             |
| 5.º                         | Manuel Senni                 | Bardiani CSF                  | 12 pts                      |                             |
| 6.º                         | Giulio Ciccone               | Bardiani CSF                  | 10 pts                      |                             |
| 7.º                         | Jacopo Mosca                 | Wilier Triestina-Selle Italia | 8 pts                       |                             |
| 8.º                         | Ben O'Connor                 | Dimension Data                | 7 pts                       |                             |
| 9.º                         | Ben Hermans                  | Israel Cycling Academy        | 6 pts                       |                             |
| 10.º                        | Quentin Jauregui             | AG2R La Mondiale              | 5 pts                       |                             |

### Clasificación de las metas volantes
| Clasificación de las metas volantes | Clasificación de las metas volantes | Clasificación de las metas volantes | Clasificación de las metas volantes | Clasificación de las metas volantes |
| Ciclista                            | Ciclista                            | Equipo                              | Puntos                              |                                     |
| ----------------------------------- | ----------------------------------- | ----------------------------------- | ----------------------------------- | ----------------------------------- |
| 1.º                                 | Pascal Eenkhoorn                    | LottoNL-Jumbo                       | 12 pts                              |                                     |
| 2.º                                 | Ben Hermans                         | Israel Cycling Academy              | 8 pts                               |                                     |
| 3.º                                 | Manuel Senni                        | Bardiani CSF                        | 6 pts                               |                                     |
| 4.º                                 | Enrico Battaglin                    | LottoNL-Jumbo                       | 4 pts                               |                                     |
| 5.º                                 | Matteo Montaguti                    | AG2R La Mondiale                    | 4 pts                               |                                     |
| 6.º                                 | Felix Großschartner                 | Bora-Hansgrohe                      | 4 pts                               |                                     |
| 7.º                                 | Quentin Jauregui                    | AG2R La Mondiale                    | 4 pts                               |                                     |
| 8.º                                 | Giovanni Visconti                   | Bahrain-Merida                      | 2 pts                               |                                     |
| 9.º                                 | Jacopo Mosca                        | Wilier Triestina-Selle Italia       | 2 pts                               |                                     |

### Clasificación de los jóvenes
| Clasificación del mejor joven | Clasificación del mejor joven | Clasificación del mejor joven   | Clasificación del mejor joven | Clasificación del mejor joven |
| Ciclista                      | Ciclista                      | Equipo                          | Tiempo                        |                               |
| ----------------------------- | ----------------------------- | ------------------------------- | ----------------------------- | ----------------------------- |
| 1.º                           | Ben O'Connor                  | Dimension Data                  | 18 h 30 min 21 s              |                               |
| 2.º                           | Mark Padun                    | Bahrain-Merida                  | + 1 min 41 s                  |                               |
| 3.º                           | Michal Schlegel               | CCC Sprandi Polkowice           | + 3 min 19 s                  |                               |
| 4.º                           | Nicola Conci                  | Italia                          | + 9 min 10 s                  |                               |
| 5.º                           | Aleksandr Vlásov              | Gazprom-RusVelo                 | + 21 min 25 s                 |                               |
| 6.º                           | Giovanni Carboni              | Bardiani CSF                    | + 31 min 02 s                 |                               |
| 7.º                           | Luca Raggio                   | Wilier Triestina-Selle Italia   | + 32 min 38 s                 |                               |
| 8.º                           | Miguel Flórez López           | Wilier Triestina-Selle Italia   | + 36 min 04 s                 |                               |
| 9.º                           | Joan Bou                      | Nippo-Vini Fantini-Europa Ovini | + 39 min 12 s                 |                               |
| 10.º                          | Simone Velasco                | Wilier Triestina-Selle Italia   | + 42 min 26 s                 |                               |

### Clasificación por equipos
| Clasificación por equipos | Clasificación por equipos   | Clasificación por equipos | Clasificación por equipos |
| Equipo                    | Equipo                      | Tiempo                    |                           |
| ------------------------- | --------------------------- | ------------------------- | ------------------------- |
| 1.º                       | Astana                      | 55 h 29 min 56 s          |                           |
| 2.º                       | Bahrain-Merida              | + 10 min 16 s             |                           |
| 3.º                       | Dimension Data              | + 18 min 33 s             |                           |
| 4.º                       | Lotto NL-Jumbo              | + 33 min 26 s             |                           |
| 5.º                       | UAE Team Emirates           | + 35 min 01 s             |                           |
| 6.º                       | Sky                         | + 36 min 05 s             |                           |
| 7.º                       | Groupama-FDJ                | + 36 min 09 s             |                           |
| 8.º                       | Androni Giocattoli-Sidermec | + 40 min 29 s             |                           |
| 9.º                       | Bardiani CSF                | + 44 min 06 s             |                           |
| 10.º                      | AG2R La Mondiale            | + 52 min 36 s             |                           |

## Evolución de las clasificaciones
| Etapa                   | Vencedor                | Clasificación general | Clasificación de la montaña | Clasificación de las metas volantes | Clasificación de los jóvenes | Clasificación por equipos |
| ----------------------- | ----------------------- | --------------------- | --------------------------- | ----------------------------------- | ---------------------------- | ------------------------- |
| 1.ª                     | Pello Bilbao            | Pello Bilbao          | Giulio Ciccone              | Pascal Eenkhoorn                    | Iván Ramiro Sosa             | Astana                    |
| 2.ª                     | Miguel Ángel López      | Iván Ramiro Sosa      | Stephan Rabitsch            | Marco Frapporti                     | Iván Ramiro Sosa             | Astana                    |
| 3.ª                     | Ben O'Connor            | Thibaut Pinot         | Thibaut Pinot               | Manuel Senni                        | Ben O'Connor                 | Astana                    |
| 4.ª                     | Luis León Sánchez       | Thibaut Pinot         | Domenico Pozzovivo          | Ben Hermans                         | Ben O'Connor                 | Astana                    |
| 5.ª                     | Mark Padun              | Thibaut Pinot         | Óscar Rodríguez             | Pascal Eenkhoorn                    | Ben O'Connor                 | Astana                    |
| Clasificaciones finales | Clasificaciones finales | Thibaut Pinot         | Óscar Rodríguez             | Pascal Eenkhoorn                    | Ben O'Connor                 | Astana                    |

## UCI World Ranking
El Tour de los Alpes otorga puntos para el UCI Europe Tour 2018 y el UCI World Ranking, este último para corredores de los equipos en las categorías UCI WorldTeam, Profesional Continental y Equipos Continentales. Las siguientes tablas muestran el baremo de puntuación y los 10 corredores que obtuvieron más puntos:
| Posición              | 1.º | 2.º | 3.º | 4.º | 5.º | 6.º | 7.º | 8.º | 9.º | 10.º | 11.º | 12.º | 13.º | 14.º | 15.º | 16.º-30.º | 31.º-40.º |
| Clasificación general | 200 | 150 | 125 | 100 | 85  | 70  | 60  | 50  | 40  | 35   | 30   | 25   | 20   | 15   | 10   | 5         | 3         |
| Por etapa             | 20  | 10  | 5   |     |     |     |     |     |     |      |      |      |      |      |      |           |           |
| Líder                 | 5   |     |     |     |     |     |     |     |     |      |      |      |      |      |      |           |           |

| Clasificación | Clasificación      | Clasificación  | Clasificación | Clasificación | Clasificación | Clasificación |
| Posición      | Ciclista           | Equipo         | General       | Etapa         | Líder         | Total         |
| ------------- | ------------------ | -------------- | ------------- | ------------- | ------------- | ------------- |
| 1.º           | Thibaut Pinot      | Groupama-FDJ   | 200           | 20            | 10            | 230           |
| 2.º           | Domenico Pozzovivo | Bahrain Merida | 150           | 5             | -             | 155           |
| 3.º           | Miguel Ángel López | Astana         | 125           | 20            | -             | 145           |
| 4.º           | George Bennett     | LottoNL-Jumbo  | 85            | 20            | -             | 105           |
| 5.º           | Chris Froome       | Sky            | 100           | -             | -             | 100           |
| 6.º           | Ben O'Connor       | Dimension Data | 60            | 20            | -             | 80            |
| 7.º           | Luis León Sánchez  | Astana         | 50            | 30            | -             | 80            |
| 8.º           | Fabio Aru          | UAE Emirates   | 70            | -             | -             | 70            |
| 9.º           | Mark Padun         | Bahrain Merida | 25            | 20            | -             | 45            |
| 10.º          | Giulio Ciccone     | Bardiani-CSF   | 40            | -             | -             | 40            |